# Театр теней (роман)
«Театр теней» (англ. Shadow Puppets) -- научно-фантастический роман Орсона Скотта Карда.

## Общие сведения
«Театр теней», третий по счету роман из цикла «Сага Теней», был опубликован в 2002 году и является продолжением книг «Тень Гегемона» и «Тень Эндера» (часто называемой «История Боба»). Первоначально это произведение называлось «Тень смерти».

## Сюжет
Питер (брат Эндера), теперь Гегемон Земли, принимая послание из Китая, где Ахилл заключён в тюрьму, планирует, что Боб будет управлять миссией. Но в последнюю минуту (потому что сомневается в том, что Боб будет сотрудничать) Питер назначает Суриявонга, ученика боевой школы из Таиланда, для спасения Ахилла в транспорт, полагая, что он сможет шпионить за Ахиллесом, завладеть его сетью, а затем передать Ахилла в некую страну для судебного разбирательства (во время этой истории Ахилл предал Россию, Пакистан и Индию).
Ахиллес, как известно, лишает жизни всех, кто видел его уязвимым. Боб и его подруга Петра, которые также служили под Эндером, видят Ахилла таким и немедленно скрываются, чтобы подготовиться к будущей конфронтации. Боб считает, что Питер серьёзно недооценил Ахилла и что он (Боб) останется в опасности, если не затаится.
Во время своих путешествий Петра Арканян убеждает Боба пожениться и завести детей. Для этого она отвозит Боба к Антону, человеку, именем которого был назван Ключ Антона (состояние Боба). Боб не желает иметь детей, поскольку он не хочет, чтобы его «Ген Антона» был передан его потомству. Он находит Волеску, оригинального врача, который активировал ключ в генах эмбрионов, и изготовил девять эмбрионов через искусственное осеменение. Волеску делает вид, что идентифицирует трёх эмбрионов с ключом Антона, и их отбросили. Один из оставшихся шести импортируется в Петру, а остальных передают под охрану.
В то же время, сообщение доставляют Бобу: Хан Цзы, его товарищ из Боевой школы, на самом деле не был информатором в послании, посланном Питеру об Ахиллесе. Понимая, что это была ловушка, Боб получает сообщение родителям Петра, и они бегут с Питером из комплекса Гегемона. Боб сам с трудом избегает попытки покушения и убегает в Дамаск. Там они обнаруживают, что другой боевой товарищ, Алай, является непревзойдённым халифом почти единого мусульманского мира. В это время их эмбрионы крадут, и Боб ожидает, что Ахилл будет использовать эмбрионы, чтобы приманить их в ловушку.
Питер и его родители бегут на платформу колонизации в космосе, которая раньше была боевой школой, опираясь на защиту полковника Граффа, бывшего командира этой школы, теперь министра колонизации. Вскоре после их прибытия, однако, отправляется сообщение, выдающее их присутствие.
Роман заканчивается тем, что Питер восстанавливается как Гегмон, Петра воссоединяется с Бобом, халифом, командующим мусульманским миров. Китай сильно сокращается в территории и будет вынужден принять унизительные условия сдачи, а эмбрионы всё ещё остаются утерянными для них.